# Biographie romancée
La biographie romancée est un genre littéraire dans lequel est racontée la vie d'un personnage historique sur un mode romanesque (celui du roman, c'est-à-dire que l'on insiste sur la narration parfois en introduisant des épisodes non avérés). 

## Exemple
Arthur Rimbaud, le voleur de feu, de Sarah Cohen-Scali, publié en 1994, est une biographie romancée : l'auteur d'une part s'est inspirée de faits réels de la vie d'Arthur Rimbaud, poète du XIXe, faits recueillis dans des ouvrages de spécialistes (Rimbaud, une question de présence de J-L. Steinmetz) et dans des documents historiques (carnets d'écriture, correspondances et poésie de Rimbaud) mais elle a aussi d'autre part inventé certains passages et a insisté sur les événements les plus romanesques de la vie du poète.